# Euryopis
Euryopis is een geslacht van spinnen uit de familie kogelspinnen (Theridiidae).
Over deze spinnen is vrijwel niets bekend. Waarschijnlijk maken ze geen web en jagen op mieren en andere kleine insecten. Eén soort is uit zowel Nederland als België bekend: de geelvlekjachtkogelspin (Euryopis flavomaculata). Deze spin heeft een kenmerkende gele vlek op zijn taille, die met het blote oog goed zichtbaar is. Eén soort is uitsluitend in België vastgesteld: de zuidelijke jachtkogelspin (Euryopis laeta).

## Soorten
- Euryopis aeneocincta Simon, 1877
- Euryopis albomaculata Denis, 1951
- Euryopis argentea Emerton, 1882
- Euryopis bifascigera Strand, 1913
- Euryopis californica Banks, 1904
- Euryopis camis Levi, 1963
- Euryopis campestrata Simon, 1907
- Euryopis chatchikovi Ponomarev, 2005
- Euryopis clarus Ponomarev, 2005
- Euryopis cobreensis Levi, 1963
- Euryopis coki Levi, 1954
- Euryopis cyclosisa Zhu & Song, 1997
- Euryopis dentigera Simon, 1879
- Euryopis deplanata Schenkel, 1936
- Euryopis duodecimguttata Caporiacco, 1950
- Euryopis elegans Keyserling, 1890
- Euryopis elenae González, 1991
- Euryopis episinoides (Walckenaer, 1847)
- Euryopis estebani González, 1991
- Euryopis flavomaculata (C. L. Koch, 1836) – Geelvlekjachtkogelspin
- Euryopis formosa Banks, 1908
- Euryopis funebris (Hentz, 1850)
- Euryopis galeiforma Zhu, 1998
- Euryopis gertschi Levi, 1951
- Euryopis giordanii Caporiacco, 1950
- Euryopis hebraea Levy & Amitai, 1981
- Euryopis helcra Roberts, 1983
- Euryopis iharai Yoshida, 1992
- Euryopis jucunda Thorell, 1895
- Euryopis laeta (Westring, 1861) – Zuidelijke jachtkogelspin
- Euryopis levii Heimer, 1987
- Euryopis lineatipes O. P.-Cambridge, 1893
- Euryopis maga Simon, 1908
- Euryopis margaritata (L. Koch, 1867)
- Euryopis megalops (Caporiacco, 1934)
- Euryopis molopica Thorell, 1895
- Euryopis mulaiki Levi, 1954
- Euryopis multipunctata (Simon, 1895)
- Euryopis mutoloi Caporiacco, 1948
- Euryopis nana (O. P.-Cambridge, 1879)
- Euryopis nigra Yoshida, 2000
- Euryopis notabilis (Keyserling, 1891)
- Euryopis nubila Simon, 1889
- Euryopis octomaculata (Paik, 1995)
- Euryopis orsovensis Kulczynski, 1894
- Euryopis pepini Levi, 1954
- Euryopis petricola (Hickman, 1951)
- Euryopis pickardi Levi, 1963
- Euryopis pilosa Miller, 1970
- Euryopis potteri Simon, 1901
- Euryopis praemitis Simon, 1909
- Euryopis promo González, 1991
- Euryopis quinqueguttata Thorell, 1875
- Euryopis quinquemaculata Banks, 1900
- Euryopis sagittata (O. P.-Cambridge, 1885)
- Euryopis saukea Levi, 1951
- Euryopis scriptipes Banks, 1908
- Euryopis sexalbomaculata (Lucas, 1846)
- Euryopis sexmaculata Hu, 2001
- Euryopis spinifera (Mello-Leitão, 1944)
- Euryopis spinigera O. P.-Cambridge, 1895
- Euryopis spiritus Levi, 1954
- Euryopis splendens (Rainbow, 1916)
- Euryopis splendida (Simon, 1889)
- Euryopis superba (Rainbow, 1896)
- Euryopis talaveraensis González, 1991
- Euryopis tavara Levi, 1954
- Euryopis texana Banks, 1908
- Euryopis tribulata Simon, 1905
- Euryopis umbilicata L. Koch, 1872
- Euryopis varis Levi, 1963
- Euryopis venutissima (Caporiacco, 1934)
- Euryopis weesei Levi, 1963